# 甲山派
甲山派（こうざんは、カプサンは、朝: 갑산파）は、第二次世界大戦後の朝鮮半島北半部の体制（後に朝鮮民主主義人民共和国、北朝鮮）に参加したグループの通称。国内パルチザン派とも呼ばれた。のちに北朝鮮の建国活動、及び統治機構に加わるが、やがて北朝鮮内部の権力抗争に敗れて粛清される。

## 概要
領袖は、普天堡の戦い以前の抗日運動から金日成の部下を務めていたと自称していた朴金喆。朝鮮北部の咸鏡南道（現在は両江道）甲山郡を中心に活動した事より甲山派と名乗る様になった。当時の咸鏡南道地域が国境線一本のみ挟んで満州国と隣り合うという地の利を活かし、金日成の満州派（別名：国外パルチザン派）の母体となった東北抗日聯軍と連携し、抵抗運動の膝元である甲山郡普天面保田里にて後々、北朝鮮で語り継がれる事になる赤色テロ普天堡の戦いを起こす。甲山工作委員会や朝鮮民族解放同盟といった組織の設立にも関わった。
甲山派は、パルチザン要員だけでなく知識人・専門家も多く擁していた事から、北朝鮮建国後に政府の要職ポストの幾つかを得、党内で南労党派、延安派、ソ連派などとの派閥抗争が発生する度に、常に金日成側（満州派）に就いた功績もあり、やがて最盛期には朝鮮人民軍を除く要職ポストの殆どを掌握する程、朝鮮労働党第二の一大派閥に拡大する。また、満州派と一体の派閥「パルチザン派」という見方もされていた。
しかし、甲山派と満州派の密接な蜜月状態も、他派閥の消滅（互いの勢力を「敵の敵」として必要とした戦略的互恵関係の希薄化）や政策面での相違、金日成独裁・個人崇拝への不満を通じ、急激に悪化していく。1960年代半ばには、「経済事業分野における中央集権的なやり方は非能率的」と経済政策を批判し、限定的な市場経済を容認したコスイギン改革の北朝鮮版である「利潤中心のリベルマン経営方式」導入を呼びかけ、ごく一部の産業で施行にこぎつけたが、やがて勃発した金日成・満州派との党内抗争激化・敗北により、結果を見る事なく終わる。同経済政策は、「わが国の社会・政治生活の各分野に現代修正主義が密輸入され、様々な不祥事をもたらした時期」と一方的に糾弾・攻撃され、政策から外される事となる。
1967年5月、朝鮮労働党中央委員会第4期第15次総会の議場で実父の「首領の絶対化」を掲げる金正日の主導の下、ついに甲山派幹部の一斉粛清「マグチャビ（「一網打尽」を意味する朝鮮語）」が開始され、「地方の党・行政機関の中堅幹部職の3分の2が空席になる」となるまで言わしめた。
同月4日、いまだ党内序列第4位であった朴金喆常任政治局員に対し、党内序列が遥かに下位だった呉振宇（朝鮮人民軍幹部）が「唯一思想体系確立を怠り、千里馬（チョンリマ）運動を妨害し、修正主義思想を広げた｣と直接批判し、怒りで激昂した朴金喆がその場で自殺未遂を図る事件が発生した。朴金喆は翌年に粛清され処刑される。
2ヵ月後の6月28日～7月3日に開催された第16回総会において、唯一の派閥となった満州派が占める議場にて、「党の唯一思想体系の確立」の公式決定、および「全党に唯一思想体系を一層徹底的に樹立することにより、北半部の革命勢力をより強化すべきである」といった内容の告知がされる。

## メンバー
- 朴金喆（パク・クムチョル）：朝鮮労働党常任政治局員、同党中央委員会副委員長（当時の副党首ポスト）、同党書記
- 李孝淳（イ・ヒョスン）：朝鮮労働党常任政治局員、同党中央委員会副委員長、同党書記、対南工作担当
- 金道満（キム・ドマン）：朝鮮労働党 宣伝扇動部長、同党書記
- 朴容国（パク・ヨングク）：朝鮮労働党 国際部長、同党書記、朝鮮民主青年同盟委員長
- 許錫宣（ホ・ソクソン）：朝鮮労働党 科学教育部長

## 北朝鮮国内文化事業を巡る金正日との闘争
朝鮮民主主義人民共和国（北朝鮮）の初期において当初、国内映画制作機関を掌握していたのは甲山派であった。甲山派の領袖「朴金喆」を英雄視した映画を幾つか製作していたが、同派粛清を機に（元々、個人的に映画好きで、映画メディアが持つ威力に注目していた金正日の恫喝・懐柔工作も奏し）、以後多数の金日成・金正日賞賛・宣伝映画が製作・国内上映される。
革命歌劇等の国内芸術・歴史史観創作事業の扱いについても、「朝鮮民族全体を捉えるべき」と考える朴金喆と「金日成将軍伝説との一体化を大前提とすべき」と考える金正日との間で大きな隔たりが生じ、それをきっかけとした両有力者の確執が甲山派粛清の一因となったとする説が、李鍾爽ソウル大学教授（当時）により唱えられている。
甲山派粛清のわずか4ヶ月後、金正日は待望のポストである北朝鮮政府 宣伝煽動部（宣伝省） 文化芸術指導課長を掌中にする。（北朝鮮政府省庁での課長職は、日本政府官庁での次長級に相当）